# PalaSavena
Il PalaSavena è un'arena coperta di San Lazzaro di Savena (BO).
La struttura è polivalente e ospita manifestazioni sportive (fra le quali allenamenti e gare della Zinella Volley Bologna, Hic sunt leones basket 1970, Bradipi, ovvero basket in carrozzina, e CSR Ju Jitzu Bologna), concerti e congressi.
Dal settembre 2017 la struttura ha nuovi gestori ed è utilizzabile per qualsiasi tipo di evento.
Nella stagione 2018/19 ha ospitato le partite casalinghe della Benedetto XIV Cento, del campionato di Serie A2 di pallacanestro maschile.
Dal 2023 ospita GamesOnBoard, una fiera dedicata al gioco da tavolo e di ruolo.

## Eventi extrasportivi al PalaSavena
- 1999 - Chemical Brothers
- 2000 - Yes
- 2002 - Dream Theater
- 2006 - Nomadi
- 2007 - Edoardo Bennato
- 2008 - Jethro Tull
- 2015 - Gara Nazionale Hip-Hop
- Dal 2023 - GamesOnBoard